# 薩伏依的維托里奧·阿梅迪奧
維托里奧·阿梅迪奧（義大利語：Vittorio Amedeo，1699年5月6日—1715年3月22日），皮埃蒙特親王，薩伏依公爵維托里奧·阿梅迪奧二世的長子。
1713年，維托里奧·阿梅迪奧的父親成為西西里國王，因此他一度是西西里的王儲。然而在1715年，維托里奧·阿梅迪奧因天花去世，年僅15歲。他的父親直到1720年才成為薩丁尼亞國王。